# Сцинкові
Сцинкові (Scincidae) — родина плазунів з підряду ящірок. Назва центрального роду Scincus походить з грец. σκίνκος.

## Опис
Це одна з найчисленіших та найбільш розповсюджених родин ящірок. За кількістю відомих видів сцинкові поступаються лише ігуанам. Налічується близько 1200 видів.
Розміри тулуба сцинків сягають від 60 мм до 75 см. Голова у сцинків конічна, помітно загострена, вкрита великими правильно розташованими щитками. Тулуб циліндричний або трохи стиснутий з боків. На голові є шкіряні зкостенілості, які зрослися з кістками черепу.
Хвіст довгий, який поступово потоншується до кінця. Проте є види сцинків з дуже короткими хвостами. Кінцівки невеликі, п'ятипалі. Втім, у більшості сцинків вони редуковані, а деякі види сцинків майже або зовсім безногі.
Характерною ознакою родини є налягання круглястої луски одна на одну (як у риб). У деяких сцинків луска горбиста, з поздовжнім кілем (Tropidophorus). Під зроговілим покривом залягають кісткові пластини — остеодерми — які пронизано системою тонких канальців. Завдяки цьому тіло сцинків щільне та пружне на дотик.
У значної кількості сцинків спостерігається редукція слуху або зору.
Колір у сцинків може бути коричневим, бурим, жовтуватим, оливково-сірим. Черево — металевого, помаранчевого, червоного, жовтого кольору. Хвіст має сірий, коричневий, або навіть блакитний чи синій колір. Самці за кольором відрізняються від самиць.
Кров у сцинків зеленого кольору внаслідок накопичення білівердину.

## Спосіб життя
Живе на суходолі, може мешкати також під землею. Полюбляє негусту траву, рідкі чагарникові зарості. Сцинки живуть у сухих, кам'янистих місцевостях, у пустелях та напівпустелях, степах, лісах, скелях, біля рік та водоймищ. Деякі види сцинкових мають звичку плавати.
Харчуються сцинкові дрібними ссавцями, комахами, дощовими хробаками, рослинною їжею, ракоподібними.
Перед розмноження риють нори, де доглядають за своїми дитинчатами. Сцинки бувають яйцекладними, яйцеживородними, живородними. Яйцекладні сцинки відкладають від 1 до 25 яєць, яйцеживородні — 10-18 яєць. У яєць сцинків інкубаційний період триває від 1-2 тижнів до 3 місяців.

## Розмноження
Сцинки мешкають на всіх континентах, окрім Антарктиди та Арктики. Багато видів сцинків є в Африці, Австралії та Океанії, південній Америці, у північній Америці сцинки здебільшого водяться у США. В Азії сцинкові зустрічаються у Передній, Середній, Південній, південно-східній та Східній Азії (це здебільшого країни Перської затоки, Пакистан, Індія, Китай, Іран, Туреччина, Індонезія, Індокитай). В Європі сцинкові частіше мешкають у південній частині.

## Роди сцинків
| - Ablepharus - Acontias - Acontophiops - Adrasteia - Afroablepharus - Allengreers - Amphiglossus - Androngo - Anomalopus - Apterygodon - Asymblepharus - Ateuchosaurus - Barkudia - Bartleia - Bassiana - Brachymeles - Caledoniscincus - Calyptotis - Carlia - Cautula - Celatiscincus - Chabanaudia - Chalcides - Chalcidoseps - Coeranoscincus - Cophoscincopus - Corucia - Cryptoblepharus | - Cryptoscincus - Ctenotus - Cyclodina - Cyclodomorphus - Dasia - Davewakeum - Egernia - Emoia - Eremiascincus - Eroticoscincus - Eugongylus - Eulamprus - Eumeces - Eumecia - Eurylepis - Eutropis - Feylinia - Fojia - Geomyersia - Geoscincus - Glaphyromorphus - Gnypetoscincus - Gongylomorphus - Gongylus - Graciliscincus - Haackgreerius - Hakaria - Helioscincus | - Hemiergis - Hemisphaeriodon - Isopachys - Janetaescincus - Jarujinia - Kanakysaurus - Lacertaspis - Lacertoides - Lacertus - Lamprolepis - Lampropholis - Lankascincus - Larutia - Leiolopisma - Lepidothyris - Leptoseps - Leptosiaphos - Lerista - Lioscincus - Lipinia - Lobulia - Lubuya - Lygisaurus - Lygosoma - Mabuya - Macroscincus - Marmorosphax - Melanoseps - Menetia | - Mesoscincus - Mochlus - Morethia - Nangura - Nannoscincus - Ndurascincus - Neoseps - Nessia - Niveoscincus - Notoscincus - Novoeumeces - Oligosoma - Ophiomorus - Ophioscincus - Pamelaescincus - Panaspis - Papuascincus - Parachalcides - Paracontias - Paralipinia - Parvoscincus - Phoboscincus - Plestiodon - Prasinohaema - Proablepharus - Proscelotes - Pseudoacontias - Pseudemoia | - Pygomeles - Riopa - Ristella - Saiphos - Saproscincus - Scelotes - Scincella - Scincopus - Scincus - Scolecoseps - Sepsina - Sigaloseps - Simiscincus - Sirenoscincus - Sphenomorphus - Sphenops - Tachygia - Techmarscincus - Tiliqua - Trachylepis - Tribolonotus - Tropidophorus - Tropidoscincus - Typhlacontias - Typhlosaurus - Vietnascincus - Voeltzkowia |

Викопні
- †Aethesia
- †Aocnodromeus
- †Axonoscincus
- †Ayalasaurus
- †Berruva
- †Electroscincus
- †Gekkomimus
- †Orthoscincus
- †Orthrioscincus
- †Penemabuya
- †Proegernia
- †Sauriscus